# The Road Within
The Road Within es una película estadounidense de 2014, escrita y dirigida por Gren Wells. Es una nueva versión de la película alemana 2010, Vincent Wants to Sea. El estreno tuvo lugar en el  en el Festival de Cine de Los Ángeles de 2014. Fue distribuida por "Well Go USA Entertainment" y presentada en las salas de cine desde abril de 2015.

## Trama
Después de la muerte de su madre, Vincent (Robert Sheehan), un adolescente con síndrome de Tourette está internado por su padre en una clínica experimental. Allí conoce a Alex (Dev Patel), un británico de origen indio, que sufre trastorno obsesivo-compulsivo, y a Marie (Zoë Kravitz) que está siendo tratada por anorexia severa. Los tres escapan de la clínica en un carro de la psiquiatra y viven diferentes aventuras en la carretera y luego cerca del mar.

## Reparto
- Robert Sheehan como Vincent
- Dev Patel como Alex
- Zoë Kravitz como Marie
- Robert Patrick como Robert
- Kyra Sedgwick como Dr. Mia Rose
- Ali Hillis como Monica